# Ніхоній
Ніхоній або нігоній (лат. Nihonium, Nh, раніше був відомий під тимчасовою назвою унунтрій (лат. Ununtrium, Uut) або ека-талій) — 113-й хімічний елемент. 
Був одержаний унаслідок експериментів, що проводилися в Об'єднаному інституті ядерних досліджень (ОІЯД) у Дубні, Росія в 2003 роців і в Інституті природничих наук (RIKEN) у 2004—2012 роках.

## Отримання
Ізотопи нігонію були отримані в результаті α-розпаду ізотопів московію:
{\displaystyle \,_{115}^{288}\mathrm {Mc} \,\to \,{}_{113}^{284}\mathrm {Nh} +\,_{2}^{4}\mathrm {He} \;},
{\displaystyle \,_{115}^{287}\mathrm {Mc} \,\to \,{}_{113}^{283}\mathrm {Nh} +\,_{2}^{4}\mathrm {He} \;},
а також у результаті ядерних реакцій
{\displaystyle \,_{93}^{237}\mathrm {Np} +\,_{20}^{48}\mathrm {Ca} \,\to \,{}_{113}^{282}\mathrm {Nh} +3\;_{0}^{1}\mathrm {n} \;}
{\displaystyle \,_{83}^{209}\mathrm {Bi} +\,_{30}^{70}\mathrm {Zn} \,\to \,{}_{113}^{278}\mathrm {Nh} +\;_{0}^{1}\mathrm {n} \;}

## Відомі ізотопи
| Ізотоп | Маса | Період напіврозпаду | Тип розпаду      | зареєстровано подій |
| ------ | ---- | ------------------- | ---------------- | ------------------- |
| 278Nh  | 278  | 0,24+1,14−0,11 мс   | α-розпад в 274Rg | 1                   |
| 282Nh  | 282  | 73+134−29 мс        | α-розпад в 278Rg | 2                   |
| 283Nh  | 283  | 100+490−45 мс       | α-розпад в 279Rg | 1                   |
| 284Nh  | 284  | 0,48+0,58−0,17 с    | α-розпад в 280Rg | 23                  |

## Походження назви
Першопочатково елемент мав систематичну тимчасову назву унунтрій (штучно утворена від коренів латинських числівників 1, 1, 3). У червні 2016 року для елемента була запропонована назва нігоній — на честь Японії. Ніхон (яп. 日本) — один із двох варіантів назви Японії японською. Назва нігоній була обрана науковцями RIKEN у 2016 замість їхньої першої версії японій. Рішення про затвердження назви «нігоній» було прийняте 30 листопада 2016 року.